# Kerstin Behrendt
Pour les articles homonymes, voir Behrendt.
Kerstin Behrendt (née le 2 septembre 1967 à Leisnig) est une athlète allemande spécialiste du 100 mètres. Ses performances sont entachées de soupçons de dopage aux stéroïdes,.

## Carrière sportive
Concourant pour la République démocratique allemande, elle s'illustre durant l'année 1985 en remportant trois médailles d'or lors des Championnats d'Europe junior de Cottbus, sur 100 m, sur 200 m et au relais 4 × 100 m. Deux ans plus tard, elle décroche la médaille d'argent du relais 4 × 100 mètres des Championnats du monde de Rome aux côtés de Silke Möller, Cornelia Oschkenat et Marlies Göhr. En 1988, le relais est-allemand composé de Silke Möller, Kerstin Behrendt, Ingrid Lange et Marlies Göhr termine à la deuxième place des Jeux olympiques de 1988 à Séoul derrière les États-Unis. 
En 1990, Kerstin Behrendt monte sur la troisième marche du podium du 100 m des Championnats d'Europe de Split derrière ses compatriotes Katrin Krabbe et Silke Möller, avant de remporter en fin de compétition la médaille d'or du relais 4 × 100 m aux côtés de ces deux dernières et de Sabine Günther.

## Palmarès

### Jeux olympiques
- Jeux olympiques de 1988 à Séoul :
  -  Médaille d'argent du relais 4 × 100 m

### Championnats du monde
- Championnats du monde de 1987 à Rome :
  -  Médaille d'argent du relais 4 × 100 m

### Championnats d'Europe
- Championnats d'Europe de 1990 à Split :
  -  Médaille d'or du relais 4 × 100 m
  -  Médaille de bronze du 100 m